# IEEE 802
IEEE 802 este o familie de standarde IEEE care se ocupă de rețele locale și rețele metropolitane.
Standardele IEEE 802 sunt limitate la rețelele care transportă pachete de dimensiuni variabile, spre deosebire de rețelele de releu celular, de exemplu, unde datele sunt transmise în unități scurte, de dimensiuni uniforme numite celule. Rețelele izocrone, în care datele sunt transmise ca un flux constant de octeți sau grupuri de octeți, la intervale regulate de timp, sunt, de asemenea, dincolo de domeniul de aplicare al standardelor IEEE 802.
Numărul „802” nu are o semnificație specială: a fost pur și simplu următorul număr disponibil pe care IEEE l-ar putea atribui proiectului de standarde, deși „802” este uneori asociat cu februarie 1980, data primei întâlniri.
Serviciile și protocoalele specificate în IEEE 802 se mapează la cele două straturi inferioare (Data Link și Physical) ale modelului de referință de rețea pentru interconectarea sistemelor deschise (OSI) cu șapte straturi. De fapt, IEEE 802 împarte stratul de legătură de date OSI în două substraturi denumite control de legătură logică (LLC) și control de acces media (MAC), astfel încât straturile pot fi listate astfel:
- Nivel legătură de date
  - Substratul LLC
  - Substratul MAC
- Nivel fizic

## Grupuri de lucru
| Nume          | Descriere                                                             | Statut                             |
| ------------- | --------------------------------------------------------------------- | ---------------------------------- |
| IEEE 802.1    | Grupul de lucru pentru protocoale LAN de nivel superior               | Yes                                |
| IEEE 802.2    | LLC                                                                   | Disbanded                          |
| IEEE 802.3    | Ethernet                                                              | Yes                                |
| IEEE 802.4    | Token bus                                                             | Disbanded                          |
| IEEE 802.5    | Token ring MAC layer                                                  | Disbanded                          |
| IEEE 802.6    | MANs (DQDB)                                                           | Disbanded                          |
| IEEE 802.7    | Broadband LAN using Coaxial Cable                                     | Disbanded                          |
| IEEE 802.8    | Fiber Optic TAG                                                       | Disbanded                          |
| IEEE 802.9    | Servicii integrate LAN (ISLAN sau isoEthernet)                        | Disbanded                          |
| IEEE 802.10   | Securitate LAN interoperabilă                                         | Disbanded                          |
| IEEE 802.11   | Wireless LAN (WLAN) & Mesh (Wi-Fi certification)                      | Yes                                |
| IEEE 802.12   | 100BaseVG                                                             | Disbanded                          |
| IEEE 802.13   | Unused                                                                | rezervat dezvoltării Fast Ethernet |
| IEEE 802.14   | Modemuri prin cablu                                                   | Disbanded                          |
| IEEE 802.15   | Rețea personală                                                       | Yes                                |
| IEEE 802.15.1 | Bluetooth certificare                                                 | Disbanded                          |
| IEEE 802.15.2 | IEEE 802.15 și IEEE 802.11 coexistență                                | Hibernating                        |
| IEEE 802.15.3 | Rata ridicată Rețea personală (e.g., UWB, etc.)                       |                                    |
| IEEE 802.15.4 | Rată scăzută Rețea personală (e.g., ZigBee, WirelessHART, MiWi, etc.) | Yes                                |
| IEEE 802.15.5 | Rețea mesh pentru WPAN                                                |                                    |
| IEEE 802.15.6 | Body area network                                                     | Yes                                |
| IEEE 802.15.7 | Comunicații cu lumină vizibilă                                        |                                    |
| IEEE 802.16   | Acces wireless în bandă largă (WiMAX certificare)                     | hibernating                        |
| IEEE 802.16.1 | Serviciu local de distribuție multipunct                              | hibernating                        |
| IEEE 802.16.2 | Acces fără fir de coexistență                                         | hibernating                        |
| IEEE 802.17   | Resilient packet ring                                                 | Disbanded                          |
| IEEE 802.18   | Radio Regulatory TAG                                                  |                                    |
| IEEE 802.19   | Grupul de lucru pentru coexistență fără fir                           |                                    |
| IEEE 802.20   | Acces fără fir pentru bandă largă mobilă                              | Disbanded                          |
| IEEE 802.21   | Media Independent Handoff                                             | hibernating                        |
| IEEE 802.22   | Rețea regională fără fir                                              | hibernating                        |
| IEEE 802.23   | Grupul de lucru pentru serviciile de urgență                          | Disbanded                          |
| IEEE 802.24   | Aplicații verticale TAG                                               |                                    |